# Arttu Suuntala
Uuno Artturi "Arttu" Suuntala (ursprungligen Flinkhammar), född 18 februari 1920 i Luumäki, död 10 december 1999 i Åbo, var en finländsk skådespelare, sångare och musiker.
Med förhoppning om att bli operasångare bedrev Suuntala studier för Annie Fagerholm-Virkkunen i Villmanstrand och Olavi Nyberg i Helsingfors, men vinterkriget omöjliggjorde en sådan karriär. Med Luumäkis kyrkokör höll han schlagerkonserter om lördagskvällarna och turnerade vid fronten ihop med Tauno Palo och Onni Laihanen. Underhållningsturnéerna återupptogs under fortsättningskriget. Vid ett tillfälle 1942, och som Suuntala beskrev som höjdpunkten i hans karriär, agerade han solist till en 35 man stark orkester dirigerad av George de Godzinsky. Efter kriget anställdes han vid revyteatern Punainen Mylly och gjorde framträdanden på andra scener, inklusive bland finska invandrare i USA. Han ledde också populära radioprogram med musik från 1930- och 1940-talen. Han erhöll statlig konstnärspension 1985 och belönades 1988 med Försvarsmaktens förtjänstmedalj i silver för underhållningsverksamheten under krigsåren.
Suuntala innehade musikaliska biroller i ett fyrtiotal filmer och gjorde från och med 1960 över 120 skivinspelningar.

## Filmografi (urval)
- Vain laulajapoikia (1951)
- On lautalla pienoinen kahvila (1952)
- Pekka ja Pätkä lumimiehen jäljillä (1954)
- Majuri maantieltä (1954)
- Hei, rillumarei! (1954)
- Pekka ja Pätkä pahassa pulassa (1955)
- Nukkekauppias ja kaunis Lilith (1955)
- Villi Pohjola (1955)
- Juha (1956)
- Rakas varkaani (1957)
- Pekka ja Pätkä Suezilla (1958)
- Pekka ja Pätkä miljonääreinä (1958)
- Pekka ja Pätkä mestarimaalareina (1959)
- Ei ruumiita makuuhuoneeseen (1959)
- Opettajatar seikkailee (1960)
- Komisario Palmun erehdys (1960)
- Kankkulan kaivolla (1960)
- Isaskar Keturin ihmeelliset seikkailut (1960)
- Pekka ja Pätkä neekereinä (1960)
- Nuoruus vauhdissa (1961)
- Tulipunainen kyyhkynen (1961)
- Tyttö ja hattu (1961)
- Taape tähtenä (1962)
- Villin Pohjolan kulta (1963)
- Vodkaa, komisario Palmu (1969)